# Psychotria andaiensis
Psychotria andaiensis là một loài thực vật có hoa trong họ Thiến thảo. Loài này được Valeton miêu tả khoa học đầu tiên năm 1911.